# Euptychia clerica
Euptychia clerica är en fjärilsart som beskrevs av Herrich-Schäffer 1864. Euptychia clerica ingår i släktet Euptychia och familjen praktfjärilar. Inga underarter finns listade i Catalogue of Life.